# Wolfgang Czysz
Wolfgang Dieter Czysz [gesprochen Tschech] (* 25. März 1949 in Wiesbaden; † 19. Januar 2022) war ein deutscher Provinzialrömischer Archäologe. Czysz erbrachte bedeutende Beiträge zur Erforschung der römerzeitlichen Bestattungssitten (römische Gräberfelder von Schwabmünchen und Günzburg), zur Siedlungskunde, speziell zur ländlichen Besiedlung, und zur Erforschung der römischen Keramik sowie der karolingerzeitlichen Mühlentechnik.

## Werdegang
Wolfgang Czysz, Sohn des Pharmazeuten und Heimatforschers Walter Czysz, besuchte in Wiesbaden zunächst die Volksschule, dann das humanistische Diltheygymnasium. Nach dem Abitur 1967 begann er das Studium der Klassischen Archäologie, Vor- und Frühgeschichte und Alten Geschichte an der Universität Mainz. 1969 wechselte er an die Universität Heidelberg, um Provinzialrömische Archäologie zu studieren. Er studierte unter anderem in Mainz bei Frank Brommer, German Hafner, Rafael von Uslar, Hans Ulrich Instinsky, Hans Klumbach, Hans-Jürgen Hundt, Kurt Böhner und in Heidelberg bei Vladimir Milojčić und Hans Schönberger.
1970 wechselte Czysz an die Universität Oxford (Balliol College) und ab dem Wintersemester 1970/71 an die Universität München. Neben der Provinzialrömischen Archäologie studierte er dort ebenfalls Vor- und Frühgeschichte sowie Osteologie. 1975 wurde er mit einer Arbeit über die Siedlungsgeographie und Geschichte der Römerzeit und frühalemannischen Landnahme im Nördlinger Ries bei Günter Ulbert promoviert. Von 1975 bis 1977 war er im Rahmen eines von der Deutschen Forschungsgemeinschaft finanzierten Projekts zur Erforschung der römischen Kastelle von Heldenbergen beim Landesamt für Denkmalpflege Hessen in Wiesbaden beschäftigt. Danach ging Czysz als wissenschaftlicher Referent an das Rheinische Landesmuseum Bonn und wechselte am 1. November 1977 als zweiter Referent unter Günther Krahe an das Bayerische Landesamt für Denkmalpflege in Augsburg (Gebietsreferat Bayerisch-Schwaben). 1979 wurde er zum Konservator ernannt, 1984 zum Oberkonservator und 1990 Leiter der archäologischen Außenstelle Schwaben. Im gleichen Jahr wurde er als Lehrbeauftragter an die Universität Innsbruck tätig. 1996 war er maßgeblich an der Planung und am Umzug dieser Außenstelle von Augsburg in das ehemalige Kloster Thierhaupten beteiligt. Im Jahr 2000 erhielt Czysz die Ernennung zum Hauptkonservator. Nach der Strukturreform des Amtes 2003 leitete er von Thierhaupten aus das neu eingerichtete Gebietsreferat für Mittelfranken und Schwaben. Neben diesem Referat, der Dienststellen- und Referatsleitung war er im Referat „Fachliche Fragen“ für die Archäologie der römischen Kaiserzeit in Bayern zuständig. Am 25. Januar 2002 wurde Czysz an der Geisteswissenschaftlichen Fakultät der Universität Innsbruck habilitiert und ihm wurde die Lehrbefugnis als Universitätsdozent für das Fach „Provinzialrömische Archäologie“ erteilt; 2011 folgte die Ernennung zum Honorarprofessor. Am 1. Juli 2014 trat er in den Ruhestand.
Czysz war ordentliches gewähltes Mitglied der Schwäbischen Forschungsgemeinschaft in Augsburg und des Verbandes der Landesarchäologen in der Bundesrepublik Deutschland. 2001 wurde er zum Korrespondierenden Mitglied des Deutschen Archäologischen Instituts gewählt. 2014 erhielt er die Rainer-Christlein-Medaille für Verdienste um die bayerische Landesarchäologie.
Zu seinen Hobbys zählte das Zeichnen und Malen. Ein Ergebnis dieser Beschäftigung bildete das 2001 erschienene illustrierte Bändchen Mit Seume nach Syrakus. Eine literarische Reise durch Italien im Jahr 1802.
Am 19. Januar 2022 starb Czysz nach schwerer Krankheit. Er hinterlässt zwei Kinder.

## Schriften

### Monographien
- Ein bajuwarisches Reihengräberfeld des 7. Jahrhunderts in Öxing. Ein Beitrag zu Grafings Frühgeschichte. Grafing 1973 (Grafinger heimatkundliche Schriften 7).
- Der römische Gutshof in München-Denning und die römerzeitliche Besiedlung der Münchner Schotterebene. Lassleben, Kallmünz 1974 (Kataloge der Prähistorischen Staatssammlung München 16).
- Siedlungsgebiete und Geschichte der Römerzeit und frühalemannischen Landnahme im Nördlinger Ries in: Zeitschrift des Historischen Vereins für Schwaben, Band 72, 1978, S. 70–94, unter dem Titel: Situationstypen römischer Gutshöfe im Nördlinger Ries. Himmer, Augsburg 1978, DNB 790989824 (Dissertation Universität München, 12 – Philosophische Fakultät, Fachbereich Altertumskunde und Kulturwissenschaft, 1979, 25 Seiten Auszug).
- Bedaium. Seebruck zur Römerzeit. (zusammen mit Erwin Keller). 1. Aufl. München 1978; 2. Aufl. 1981
- Die römische Keramik aus dem Vicus Wimpfen im Tal (zusammen mit H. Kaiser/ Michael Mackensen/ Günter Ulbert). Theiss, Stuttgart 1981, ISBN 3-8062-0761-5 (Forschungen und Berichte zur Vor- und Frühgeschichte Baden-Württemberg 11).
- Römische Keramik aus der Töpfersiedlung von Schwabmünchen im Landkreis Augsburg. (zusammen mit S. Sommer). Lassleben, Kallmünz 1983, ISBN 3-7847-5122-9 (Kataloge der Prähistorischen Staatssammlung München 22)
- Archäologie und Geschichte der Keramik in Schwaben. (zusammen mit W. Endres), Neusäß 1988 (Neusäßer Schriften 6).
- Steinguthfabrique Louisensruh. Archäologie und Geschichte einer Steinzeugmanufaktur des 19. Jahrhunderts bei Aystetten in Bayerisch-Schwaben. Neusäß 1992, ISBN 3-8242-9970-4 (Neusäßer Schriften 7)
- Die Römer in Bayern (zusammen mit Karlheinz Dietz/ Hans-Jörg Kellner/ Thomas Fischer). Stuttgart 1995, 2. Aufl. 2001; 3. Aufl. Lizenzausg. 2005, ISBN 3-8062-1058-6.
- Die ältesten Wassermühlen. Archäologische Entdeckungen im Paartal bei Dasing. Thierhaupten 1998.
- Neues aus dem alten Schwabmünchen. 20 Jahre Ausgrabungen im römischen Töpferdorf. Begleitheft zur Sonderausstellung. Museum und Galerie der Stadt Schwabmünchen. Friedberg 1999
- Der Tod im Topf. Ausgrabungen im römischen Gräberfeld von Oberpeiching bei Rain am Lech. Friedberg 1999.
- Mit Seume nach Syrakus. Eine literarische Reise durch Italien im Jahr 1802. Friedberg 2001, ISBN 3-9807628-1-5.
- Gontia-Günzburg in der Römerzeit. Archäologische Entdeckungen an der bayerisch-schwäbischen Donau. Friedberg 2002, ISBN 3-9807628-2-3
- Heldenbergen in der Wetterau. Feldlager, Kastell, Vicus. Mainz 2003, ISBN 3-8053-2834-6 (Limesforschungen 27).
- Burg Mangoldstein in Donauwörth. Archäologie und Geschichte. Likias, Friedberg 2011, ISBN 978-3-9812181-3-8 (Archäologie in Bayerisch-Schwaben 3).
- Mittelalterliche Mühlsteinbrüche im bayerischen Inntal. Friedberg 2014, ISBN 978-3-9812181-9-0.
- Römische und frühmittelalterliche Wassermühlen im Paartal bei Dasing. Studien zur Landwirtschaft des 1. Jahrtausends, Michael Laßleben, Kallmünz 2016.
- Handbuch der Provinzialrömischen Archäologie I. Quellen, Methoden, Ziele. Wiesbaden 2019, ISBN 978-3-95490-355-9 (Münchner Beiträge zur Provinzialrömischen Archäologie, Ergänzungsband 1).
- Kastell Dambach am raetischen Limes. Ausgrabungen im Vicus am Rand des Moosgrabentals (2008). Kallmünz/Opf. 2020, ISBN 978-3-7847-5413-0, (= Materialhefte zur bayerischen Archäologie 113).

### Aufsätze (Auswahl)
- Das Grab eines römischen Malers aus Nida-Heddernheim. (zusammen mit Hans-Gert Bachmann). In: Germania 55, 1977, 85–107.
- Die mittelrömischen Funde aus den Grabungen bei St. Ulrich und Afra. In: Joachim Werner (Hrsg.): Die Ausgrabungen in St. Ulrich und Afra in Augsburg 1961–1968. München 1977, S. 453–456 (Münchner Beiträge zur Vor- und Frühgeschichte 23)
- Archäologische Nachuntersuchung am Kleinkastell Neuwirtshaus bei Hanau. In: Neues Magazin für Hanauische Geschichte 6, 1977, S. 121–128.
- Ein römischer Gutshof am Fundplatz 77/132 im Hambacher Forst. In: Ausgrabungen im Rheinland '77, 1978, S. 118–127 (Rheinisches Landesmuseum Bonn, Sonderheft)
- Situationstypen römischer Gutshöfe im Nördlinger Ries. Auszug aus: Siedlungsgeographie und Geschichte der Römerzeit und frühalemannischen Landnahme im Nördlinger Ries. Inauguraldissertation der Ludwig-Maximilians-Universität München (1975). Zeitschr. Hist. Ver. Schwaben 72, 1978, S. 70–94.
- Ausgrabungen im Kastell Kesselstadt in Hanau, Main-Kinzig-Kreis. In: Fundberichte Hessen 17/18, 1977/78 (Wiesbaden 1980), S. 165–181.
- Die Römer im Ries. In: H. Frei/G. Krahe (Hrsg.): Archäologische Wanderungen im Ries. (1979), S. 73–87 (Führer zu archäologischen Denkmälern Bayern, Schwaben Bd. 2).
- Eine neue raetische Sigillata-Manufaktur bei Schwabmünchen, Lkr. Augsburg. In: Jahresbericht der Bayerischen Bodendenkmalpflege 21, 1980, S. 155–174.
- Der Sigillata-Geschirrfund von Cambodunum-Kempten. Ein Beitrag zur Technologie und Handelskunde mittelkaiserzeitlicher Keramik. In: Ber. RGK 63, 1982, S. 281–348.
- Römische Kastelle Kesselstadt und Salisberg; Römische Militärlager und Vicus Nidderau-Heldenbergen; Das Kleinkastell Neuwirtshaus. In: Dietwulf Baatz/ Fritz-Rudolf Herrmann (Hrsg.): Die Römer in Hessen (1. Aufl. 1982), S. 334–337; 337–340; 450–455.
- Römischer Töpfereiabfall von der Keckwiese in Kempten. Zu den römischen Töpfereien von Kempten-Cambodunum. (zusammen mit M. Mackensen). In: Bayerische Vorgeschichtsblätter 48, 1983, S. 129–164.
- Zur Herstellung römischer Bildlampen. In: Germania 62, 1984, S. 67–73.
- Die spätrömische Töpferei und Ziegelei von Rohrbach im Landkreis Aichach-Friedberg. (zusammen mit M. Maggetti/G. Galetti/H. Schwander). In: Bayerische Vorgeschichtsblätter 49, 1984, S. 215–256.
- Das römische Töpferdorf Rapis und die Terra-sigillata-Manufaktur bei Schwabegg. 10 Jahre Ausgrabungen des Bayer. Landesamts für Denkmalpflege 1978–1988 in der Stadt Schwabmünchen, Landkreis Augsburg, Schwaben. In: Das archäologische Jahr in Bayern 1987 (1988), S. 123–132.
- Römische Staatsstraße via Claudia Augusta. Der nördliche Streckenabschnitt zwischen Alpenfuß und Donau. In: La Venetia nell'area Padano-Danubiana. Le vie di comunicazione. Padua 1990. S. 253–283.
- Der römische Gutshof im Maienbachtal bei Holheim. In: Rüdiger Krause: Vom Ipf zum Goldberg. Archäologische Wanderungen am Westrand des Rieses. (1992), S. 129–136 (Führer zu archäologischen Denkmälern Baden-Württemberg 16)
- Eine bajuwarische Wassermühle im Paartal bei Dasing. In: Antike Welt 25, 1994, S. 152–154.
- Bad Wörishofen-Schlingen, Spätantiker Straßenposten (137–138); Buchenberg-Eschach, Große und Kleine „Schwedenschanze“ (147–149); Dirlewang, Der römische Gutshof auf dem Galgenberg (154–157); Füssen, Die römische Staatsstraße Via Claudia Augusta (163–167); Füssen, Spätrömisches Kastell auf dem „Schloßberg“ (167–168); Heimenkirch-Dreiheiligen, Burgus (177–179); zusammen mit W. Schmidt: Immenstadt, Frühneuzeitliche Talsperr-Befestigung (181–184); Marktoberdorf-Rieder, Ein Depot römischer Bronzeglocken (198–201); Schwangau, Römische Villa (224–226); Türkheim, Vor- und frühgeschichtliche Befestigungen auf dem Goldberg (234–237). In: W. Czysz/H. Dietrich/G. Weber (Hrsg.): Kempten und das Allgäu. Theiss, Stuttgart 1995 (Führer zu archäologischen Denkmälern in Deutschland Bd. 30).
- Das Umland von Augsburg in der römischen Kaiserzeit. In: W. Pötzl/O. Schneider (Hrsg.): Vor- und Frühgeschichte, Archäologie einer Landschaft. Der Landkreis Augsburg Bd. 2. Augsburg 1996, S. 203–266.
- Ein frühkaiserzeitlicher Handelsplatz an der Via Claudia Augusta im Lechtal bei Dietringen. In: E. Walde (Hrsg.): Via Claudia. Neue Forschungen. Innsbruck 1998, S. 285–307.
- Günzburg. In: Reallexikon der Germanischen Altertumskunde (RGA). 2. Auflage. Band 13, Walter de Gruyter, Berlin/New York 1999, ISBN 3-11-016315-2, S. 154–158.
- Landesarchäologie in Bayerisch-Schwaben. (zusammen mit H. Dietrich) In: P. Fassl (Hrsg.): Geschichte, Sanierung und heutige Nutzung des Klosters Thierhaupten. Augsburg 2000, S. 159–167.
- Via Claudia Augusta. Auf einer römischen Staatsstraße durch die Geschichte. In: Kulturberichte aus Tirol 55, 2001, S. 140–146.
- Handwerksstrukturen im römischen Töpferdorf Schwabmünchen und in der Sigillata-Manufaktur bei Schwabegg. In: Forschungen zur römischen Keramikindustrie. Produktions-, Rechts- und Distributionsstrukturen. Mainz 2000, S. 55–88 (Trierer Historische Forschungen 42).
- Die Römer in Schwaben. (zusammen mit K. Dietz). In: Geschichte Schwabens bis zum Ausgang des 18. Jahrhunderts. Handb. Bayer. Geschichte (Hrsg. M. Spindler) III Teilbd. 2, München 2001, ISBN 3-406-39452-3, S. 46–95.
- Der römische Gutshof. Landwirtschaft in großem Stil. In: Menschen, Zeiten, Räume. Archäologie in Deutschland. Berlin/Stuttgart 2002, ISBN 3-8062-1596-0/3-88906-467-7, S. 274–280.
- Gastmahl mit Göttern. In: Archäologie in Deutschland 3, 2003, S. 34–35.
- 350 Meilen vom Po zur Donau. In: Archäologie in Deutschland 4, 2003, S. 36–39.
- Münzen für Mithras. In: Archäologie in Deutschland 4, 2003, S. 43.
- Der römische Gutshof von Nördlingen-Holheim, Landkreis Donau-Ries. (zusammen mit Andrea Faber u. a.). In: Bericht der Bayerischen Bodendenkmalpflege 45/46, 2004/2005, S. 45–172.
- Hölzerne Zeugen der Zeit. In: Archäologie in Deutschland 1, 2006, S. 30–31.
- Versenkte Götter. In: Archäologie in Deutschland 1, 2006, S. 45–46.
- Archäologie im Karpfenteich. Neues aus dem römischen Vicus von Dambach. In: Neue Forschungen am Limes. (Hrsg. Andreas Thiel). 4. Fachkolloquium der Deutschen Limeskommission 27./28. Februar 2007 in Osterburken. Stuttgart 2008, S. 173–181 (Beiträge zum Welterbe Limes Bd. 3).
- (zusammen mit Frank Herzig) Neue Dendrodaten von der Limespalisade in Raetien. In: Neue Forschungen am Limes. (Hrsg. Andreas Thiel). 4. Fachkolloquium der Deutschen Limeskommission 27./28. Februar 2007 in Osterburken. Stuttgart 2008, S. 183–195 (Beiträge zum Welterbe Limes Bd. 3).
- (zusammen mit Andrea Faber) Die villa rustica am Kühstallweiher bei Marktoberdorf-Kohlhunden. (mit Beiträgen von F. Herzig, R. Holzer, H. Obermaier, M. Scholz) 2008, S. 227–365 (Berichte der Bayerischen Bodendenkmalpflege 49).
- Zwischen Stadt und Land – Gestalt und Wesen römischer Vici in der Provinz Raetien. In: Alexander Heising (Hrsg.): Neue Forschungen zu zivilen Kleinsiedlungen (vici) in den römischen Nordwest-Provinzen. Akten der Tagung Lahr 21.-23.10.2010. Habelt, Bonn 2013, ISBN 978-3-7749-3759-8, S. 261–377.
- (zusammen mit W. Schmid und Beiträgen von J. Hense, K. Panagiotopoulos, F. Schäbitz, K. Schittek, A. Scharf und F. Herzig): Die Römerstraße im Unterzeller Bachtal bei Dasing im Lkr. Aichach-Friedberg. Eine Studie zur Landschaftsgeschichte im Alpenvorland. In: Ber. Bayer. Bodendenkmalpflege 54, 2013, S. 9–44.
- Die römischen Töpferscheiben von Speicher, Eifelkreis Bitburg-Prüm. Ergologische Studien zur Konstruktion und Rekonstruktion einer antiken Maschine. Trierer Zeitschrift 82, 2019, 9–55.